# Корюківська централізована бібліотечна система
Корюківська централізована бібліотечна система (Корюківська ЦБС) — це мережа бібліотек і бібліотечних пунктів району; об'єднує бібліотеки Корюківського району за адміністративно-територіальним принципом у єдине структурно-цілісне утворення для найбільш ефективного використання бібліотечних ресурсів району.

## Структура
До складу Корюківської ЦБС входить центральна районна бібліотека, районна дитяча бібліотека та бібліотеки, що розташовані в межах Корюківського р-ну на правах філій (Холминська селищна бібліотека-філія № 34 та 21 сільська бібліотека-філія).

## Зміст роботи
ЦБС гарантує загальнодоступність своїх фондів і повноту інформації про їх склад всім громадянам. Користувачами книгозбірень за соціальним статусом є учні, студенти, службовці, робітники, підприємці, безробітні, пенсіонери тощо. ЦБС забезпечує акумуляцію і загальнодоступність документально-інформаційних ресурсів (книг, документів та ін. носіїв інформації), які містять і зберігають знання, набуті в процесі розвитку людства, сприяють піднесенню інтелектуального та культурного потенціалу суспільства. Є складовою частиною загальнодержавної системи інформації, центром краєзнавчої бібліографії та галузевої інформації з питань культури і мистецтва в районі, центром, що забезпечує координацію та кооперування діяльності бібліотек всіх систем, відомств і організацій на території району, функціонування міжбібліотечного абонементу, проведення соціологічних досліджень. [1]

## Засновник
Засновником та власником ЦБС є Корюківська районна рада. ЦБС є юридичною особою, діє на підставі положення, затвердженого засновником (Свідоцтво про державну реєстрацію юридичної особи, серія А01 № 328048).

## Історія

### Початок XX ст.
Історія заснування Корюківських книгозбірень налічує понад 100 років. Найстарішою бібліотекою району є Перелюбська, яку відкрито 1900 р. Серед перших бібліотек-читалень також Олександрівська (заснована 1902 р.), Савинківська (1902 р.), Сядринська (1902 р.), Охрамієвицька (1903 р.), Холминська (1906 р.), Наумівська (1909 р.), Козилівська (1909 р.). Усі вони були відкриті за фінансуванням губернського земства, окрім Савинківської, яка була заснована на кошти книговидавця Ф. Ф.Павленкова та названа на його честь. Опікувалися ними освічені, здебільшого, заможні жителі, священики. На 1 січня 1911 року однією з найбільших читалень Сосницького повіту була Перелюбська, яка мала фонд — 864 томи. Серед бібліотек, що мали найбільшу кількість передплатників, виділялась Козилівська — 223 читачі (видач — 1756).

### 1917—1924
У 1917-1918 рр. книгозбірні призупинили роботу. Відновили свою діяльність 1919 р. Цього року запрацювала бібліотека-читальня у Корюківці та хати-читальні у Жуклі, Тільному, Самотугах, Олешні. У 1920 р. відкрито читальні у селах Бреч, Буда, Будище, Домашлин, Лубенець, Шишківка, а у Турівці та Хотіївці запрацювали бібліотеки зменшеного типу. Але громадянська війна, занепад економіки країни, що призвели до припинення фінансування бібліотек, зумовили погіршення стану бібліотечної справи. У 1922 р. різко скоротилась мережа бібліотек. На початок 1923 р. за рахунок місцевих коштів функціонувала лише Корюківська районна бібліотека та Перелюбська і Холминська — при школах. 1924 р. відновили роботу Олександрівська, Козилівська та Сядринська бібліотеки. [9]
Основними формами роботи тоді були читацькі лекції, бесіди, виступи художньої самодіяльності.

### 1934—1949
У 1934 р. організовано районну бібліотеку для дорослих з фондом 7 тис. прим. [5]
На 1941 р. у Корюківці діяли три бібліотеки із загальним фондом 16 тис. книг, що фінансувалися за рахунок коштів місцевих підприємств.
Під час Другої світової війни книгозбірні не працювали, більшість фондів було знищено. Поступове відновлення роботи розпочалось з 1944 р. У 1949 р. фонд районної бібліотеки становив 6000 примірників.

### 1950—1980
Відбудова народного господарства сприяла розвитку і бібліотечної мережі. 1952 р. відкрито районну бібліотеку для дітей. 1954 р. вона одна з перших у області завоювала звання закладу культури відмінної роботи. [2] У 1960 р. на базі бібліотеки проведено міжобласний семінар (Чернігівська та Черкаська обл.). Закладу присвоєно звання «Бібліотека відмінної роботи».
У 1960-ті роки бібліотеки стають справжніми осередками культури, при них організовуються драмгуртки, на виробничих ділянках та фермах активно працюють бібліотеки-пересувки.
З 1978 р. розпочато роботу по централізації бібліотек району.

### 1980—1990
1 серпня 1980 р. створено Корюківську централізовану бібліотечну систему з єдиним книжковим фондом 334702 прим., куди увійшли 36 бібліотек-філій, районна дитяча та центральна бібліотеки. [6]
Наступні десятиліття можна назвати періодом бурхливого становлення книгозбірень району. Активно зростають книжкові фонди і кількість читачів. Налагоджується методична робота. Комплектується і обробляється книжковий фонд для усіх філій. Протягом 1990—1993 рр. на базі районної дитячої бібліотеки діє обласна школа передового досвіду з питань роботи дитячої бібліотеки в сучасних умовах. [7] За період 1991—1997 рр. мережа бібліотек скоротилася на 12 філій.

### 2000—2012
Нові умови у суспільстві внесли зміни в діяльність книгозбірень району. З 2004 р. відкриваються опорні пункти за різними напрямками роботи: з екологічного виховання — у районній дитячій бібліотеці (центр екологічної освіти дітей та підлітків) з філіалом в Олександрівській бібліотеці-філії № 17, з краєзнавства — у Наумівській бібліотеці-філії № 16 (2005 р.), з народознавства — у Прибинській бібліотеці-філії № 29 (2005 р.), з естетичного виховання — у Холминській бібліотеці-філії № 34 (2006 р.), з морально-етичного виховання — у Перелюбській бібліотеці-філії № 21 (2006 р.), з правового виховання — у Сядринській бібліотеці-філії № 31 (2007 р.). У 2005 р. Наумівська бібліотека-філія № 16 була визнана найкращою сільською бібліотекою-філією області. Районна дитяча бібліотека — переможець обласного рейтингу-конкурсу у номінації «Найкраща дитяча бібліотека» 2005 р. та 2012 р. За підсумками роботи 2009 р. найкращою книгозбірнею області стала Корюківська центральна районна бібліотека. [8]

## Сьогодення
Сьогодення мережі бібліотек Корюківщини — це просвітницька місія, яка включає в себе завдання якнайповніше сприяти реалізації державної політики в галузі культури читання, залучення до культурних надбань та цінностей, звичаїв і традицій, спілкування з книгою.
На 01.01.2014 р. універсальний фонд ЦБС налічує 256554 прим. документів (книги та брошури — 220544, періодичні видання — 35356, аудіовізуальні матеріали — 654), з яких 55 % — українською мовою. Фонд дитячої літератури мережі — 103346 прим., літератури підвищеного попиту — 10353 прим.
На 01.01.2014 р. обслужено 15772 користувачі (за єдиною реєстраційною картотекою 13820). Кількість відвідувань становить 112232. Усього видано 324563 прим. (208856 книг та брошур, 115707 періодичних видань), з них 56 % — українською мовою. 22 бібліотеки-філії обслуговують 23 бібліотечні пункти. Діють 34 клуби та гуртки за інтересами. У 2013 р. бібліотеками проведено 259 соціокультурних заходів, які відвідали 18379 чоловік.

## Персоналії
Значний внесок у розвиток бібліотечної справи району у різні роки зробили: Д. Т. Верченко, У. Тихоновська, О. І. Яськова, О. Я. Вишневецька, К. Й. Бабич, В. Г. Бура, О. В. Доропій, Л. Н. Забаровська, Р. М. Сотник, М. П. Архипенко, Г. А. Іваненко, Н. І. Метла, К. П. Науменко, О. С. Лантух, А. К. Петровська, В. Я. Макаренко, А. О. Карпенко.